# Collodictyon
Collodictyon es un protista unicelular de agua dulce de unos 30 a 50 µm de longitud que tiene cuatro flagelos, puede desarrollar seudópodos y presenta un surco ventral de alimentación. Sus relaciones filogenéticas aún no están consensuadas, sin embargo, parece situarse como una rama basal eucariota denominada CRuMs junto con otros géneros basales.

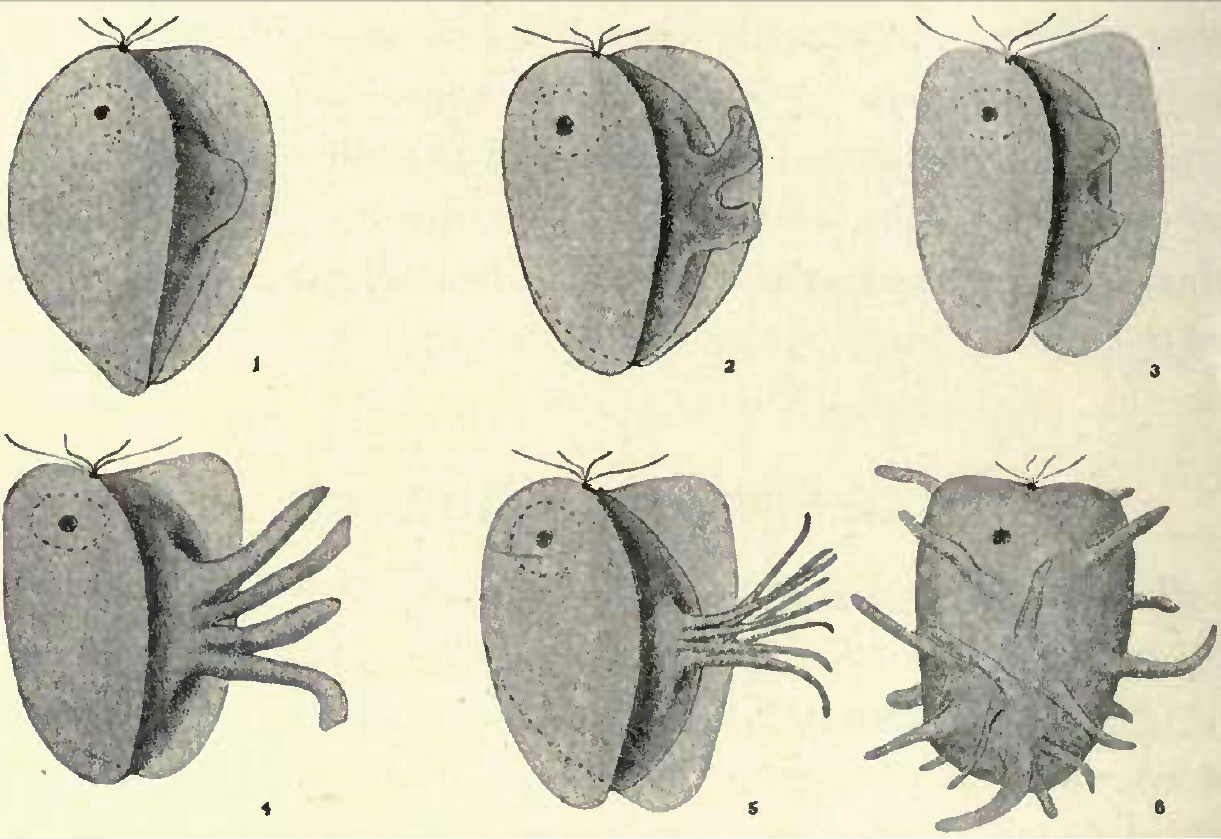
Diversas formas del uso de seudópodos en Collodictyon para su alimentación.

Presenta vacuolas contráctiles, su forma es variable con tendencias ovoides y su reproducción es asexual. Usa sus flagelos para nadar, y para su alimentación usa los flagelos y proyecciones seudopodiales del surco para atrapar algas y protozoos, pues una dieta solo de bacterias le es insuficiente. En ocasiones un alga puede mantenerse viable, al menos por un tiempo y posiblemente como endosimbionte.